# Помфрет (Коннектикут)
Помфрет (англ. Pomfret) — місто (англ. town) в США, в окрузі Віндем штату Коннектикут. Населення — 4266 осіб (2020).

## Демографія
Згідно з переписом 2010 року, у місті мешкало 4247 осіб у 1582 домогосподарствах у складі 1123 родин. Було 1684 помешкання
Расовий склад населення:
| - 95,7 % — білих - 1,6 % — азіатів - 0,6 % — чорних або афроамериканців - 0,1 % — корінних американців |

До двох чи більше рас належало 1,6 %. Частка іспаномовних становила 1,9 % від усіх жителів.
За віковим діапазоном населення розподілялося таким чином: 24,8 % — особи молодші 18 років, 62,9 % — особи у віці 18—64 років, 12,3 % — особи у віці 65 років та старші. Медіана віку мешканця становила 41,7 року. На 100 осіб жіночої статі у місті припадало 97,4 чоловіків;  на 100 жінок у віці від 18 років та старших — 96,6 чоловіків також старших 18 років.
Середній дохід на одне домашнє господарство  становив 107 095 доларів США (медіана — 84 457), а середній дохід на одну сім'ю — 137 039 доларів (медіана — 120 871). Медіана доходів становила 56 932 долари для чоловіків та 51 964 долари для жінок. За межею бідності перебувало 3,9 % осіб, у тому числі 0,0 % дітей у віці до 18 років та 4,8 % осіб у віці 65 років та старших.
Цивільне працевлаштоване населення становило 2286 осіб. Основні галузі зайнятості: освіта, охорона здоров'я та соціальна допомога — 35,1 %, виробництво — 11,2 %, науковці, спеціалісти, менеджери — 10,1 %, мистецтво, розваги та відпочинок — 9,9 %.